# Vallehermoso
Vallehermoso er en by og kommune i det sydvestlige Spanien på øen La Gomera i provinsen Santa Cruz de Tenerife, De Kanariske Øer. Den har et indbyggertal på 2.954 (2024) indbyggere.